# Pseudbarydia cladonia
Pseudbarydia cladonia är en fjärilsart som beskrevs av Felder 1874. Pseudbarydia cladonia ingår i släktet Pseudbarydia och familjen nattflyn. Inga underarter finns listade i Catalogue of Life.